# ルーベン・ジェームズ (フリゲート)
| USS Reuben James FFG-57 |                                                                                           |
| 艦歴                    |                                                                                           |
| 発注:                   | 1982年3月22日                                                                             |
| 起工:                   | 1983年11月19日                                                                            |
| 進水:                   | 1985年2月8日                                                                              |
| 就役:                   | 1986年3月22日                                                                             |
| 退役:                   | 2013年8月1日                                                                              |
| 除籍:                   | 2013年8月1日                                                                              |
| その後:                 | 2016年1月に標的艦として海没処分                                                           |
| 要目                    |                                                                                           |
| 排水量                  | 基準: 3,225 t                                                                             |
| 排水量                  | 満載: 4,100 t                                                                             |
| 全長                    | 453 ft (138 m)                                                                            |
| 全幅                    | 45.4 ft (13.8 m)                                                                          |
| 吃水                    | 24 ft (7.3 m)                                                                             |
| 機関                    | COGAG方式                                                                                 |
| 機関                    | LM2500-30ガスタービンエンジン (20,500hp) ×2基                                             |
| 機関                    | 可変ピッチプロペラ（5翔）×1軸                                                             |
| 機関                    | 非常用旋回式スラスタ（350hp）×2基                                                         |
| 最大速                  | 29ノット以上                                                                              |
| 航続距離                | 4,500 海里（20ノット巡航時）                                                              |
| 乗員                    | 206名（士官13名）                                                                         |
| 兵装                    | Mk.75 76mm単装速射砲×1基                                                                  |
| 兵装                    | Mk.38 25mm単装機銃×2基                                                                    |
| 兵装                    | Mk.15 20mmCIWS×1基                                                                        |
| 兵装                    | M2 12.7mm単装機銃×4基                                                                     |
| 兵装                    | Mk.13 mod.4単装ミサイル発射機×1基 * SM-1MR SAM * ハープーンSSM を発射可能 ※2003年以降撤去 |
| 兵装                    | Mk.32 mod.17 3連装短魚雷発射管×2基                                                        |
| 艦載機                  | SH-60B LAMPSヘリコプター×2機                                                              |
| C4ISTAR                 | NTDS (JTDS＋リンク 11/14)                                                                 |
| C4ISTAR                 | Mk.92 FCS (SM-1MR, 76mm砲用)                                                              |
| C4ISTAR                 | AN/SQQ-89 ASWCS                                                                           |
| センサ                  | AN/SPS-49 対空捜索レーダー                                                                |
| センサ                  | AN/SPS-55 対水上捜索レーダー                                                              |
| センサ                  | AN/SQS-56 船底装備ソナー                                                                  |
| センサ                  | AN/SQR-19 曳航ソナー                                                                      |
| 電子戦                  | AN/SLQ-32(V)5 ESM/ECM装置                                                                 |
| 電子戦                  | Mk.36 デコイ発射装置                                                                      |
| モットー:               |                                                                                           |

「ルーベン・ジェームズ (英語: USS Reuben James, FFG-57)」は、アメリカ海軍のミサイルフリゲート。オリバー・ハザード・ペリー級ミサイルフリゲートの47番艦。艦名は第一次バーバリ戦争で活躍したルーベン・ジェームズ掌帆長(1776 - 1838)に因む。その名を持つ艦としては3隻目。

## 艦歴
「ルーベン・ジェームズ」は1982年3月22日にカリフォルニア州サンペドロのトッド・パシフィック造船所に建造発注され、1983年11月19日に起工する。1985年2月8日に進水し、1986年3月22日に就役した。
2013年7月18日退役。
2016年1月、ハワイのPacific Missile Rangeにおいて実施されたSM-6の対水上射撃試験において標的艦として使用され、アーレイ・バーク級ミサイル駆逐艦ジョン・ポール・ジョーンズから発射されたSM-6が命中、沈没した。